# Rob Strauss
Robbie E, de son vrai nom, Robert "Rob" Strauss est né le 1er octobre 1983 à Alpine dans le New Jersey et est un catcheur (lutteur professionnel) américain. Il travaille actuellement à la World Wrestling Entertainment dans la division NXT sous le nom de Robert Stone.
Il est connu pour avoir travaillé à la Total Nonstop Action Wrestling où il a remporte le championnat de la division X, le championnat télévision et devient à deux reprises champion du monde par équipe avec Jessie Godderz.

## Carrière

### Débuts
Eckos a commencé à regarder le catch à l'âge de 4 ans et était un fan de The Ultimate Warrior, Sting et Shawn Michaels. Il a vu son premier événement live lors d'un salon local de catch à Woodbridge dans le New Jersey en tête d'affiche "Iron" Mike Sharpe. Il devient plus tard intéressé par le fait de devenir un catcheur professionnel. Quand il a eu 16 ans, Eckos commencé à s'entraîner au Camp Kevin Knight IWF à Woodland Park dans le New Jersey, où il a pratiqué des exercices réguliers et des exercices pour quatre mois, jusqu'à ses débuts contre Chad Warwick le premier octobre 2000.

### Indépendants Wrestling Federation (2000-2001)
Eckos a commencé sa carrière à la IWF, une promotion locale basée à Woodland Park, New Jersey, en battant Damian Adams à la West Orange High School le 21 janvier 2001. Il a également participé à une bataille royale de 12 hommes plus tard cette nuit-là, qui comprenait le Dr Hurtz, Marc Verow, BJ Thomas, Damian Adams, Jade Divine, HP Walker, Hadrien, Josh Daniels, Psycho Bitch, Rage Tony et Rapid Fire Maldonado.
Le 11 février, il a perdu face à Kevin Knight et Damian Adams en deux matches séparés lors d'un salon IWF à West Peterson. Lui et Hadrien a perdu un match par équipe contre Roman & Kevin Knight le 4 mars et face Kasey Coresh, Damian Adams et Tony Balboa en matchs simples lors des semaines suivantes. Le 20 mai, il bat Hadrien par Disqualification, le 3 juin, il a battu Tony Balboa au Centre communautaire de West Orange.Eckos perd face à Hadrien au Brookwood Lounge Outdoor Car Show, quelques jours plus tard.
Le 7 juillet 2001, Eckos gagne encore par disqualification face à Roman à Edison, dans le New Jersey. La nuit suivante, cependant, il a perdu à Roman dans un match pour le IWF Heavyweight Championship. Le 26 juillet, il a battu Kasey Coresh et Ryan Lockhart lors d'un Triple Threat Match. Le 15 septembre, lui et Josh Daniels perdent face à Damian Adams & Hadrien. Il a également perdu face à Josh Daniels la nuit suivante.
Le 28 octobre 2001, il perd un match revanche face à Roman pour le titre Heavyweight IWF. Il perd face à Roman dans un match à trois avec Kevin Knight le 24 novembre. Il bat ensuite Erik Andretti la nuit suivante. Le 29 mai 2001, Eckos et Dylan Black perdent face à Roman & Hadrien dans un match par équipe. Le spectacle a ensuite été diffusée sur News 12 New Jersey.
Il a également participé aux deux du IWF "Tournament of Champions" et bat Shane O'Brien le premier jour, mais est éliminé par Josh Daniels en quarts de finale le 30 décembre 2001.
En janvier 2002, Eckos était l'un des lutteurs indépendants qui est apparu dans une publicité pour la Royal Rumble 2002.

### Pro-Pain Pro Wrestling et le circuit indépendant (2002-2004)
Le 29 juin 2002, Eckos fait ses débuts à la 3PW et entame une rivalité avec Josh Daniels contre qui il perdra à l'ECW Arena de Philadelphie, en Pennsylvanie. Le 9 septembre, il a également battu Ryan Wing pour le Championnat du SECF léger à Paramus dans le New Jersey.
Il fera trois autres apparitions à la 3PW plus tard cette année-là et bat White Lotus à A Night For A Flyboy le 19 octobre 2002, et face à Joey Matthews et Josh Prohibition dans un 3-Way Dance à Return Of The Dream le 23 novembre. Il a été battu par Matthews après un match de 12 minutes. À Yer End Mayhem, il bat Damien Adams dans un match simple. Il le rebattra le 28 décembre 2002 dans un match par équipe avec Matt Striker contre Damian Adams & Josh Prohibition. La nuit suivante, il remporte le JCW Junior Heavyweight Championship de Jay Lethal à Union City dans le New Jersey.
Le 15 mars 2003, il a perdu face à Billy Reil dans un Four Corner Ladder Match avec Low Rida et Abunai à Passaic, New Jersey, pour le ICW Super Juniors Championship. Souffrant d'une blessure grave, il a été forcé d'abandonner le JCW Junior Heavyweight Championship le 23 mars 2003. Il a perdu le SSCW Lightweight Championship face à Dave Webb dans un 3-Way Dance ou participait aussi Johnny Ova cinq jours plus tard à Clifton dans New Jersey. Le 28 mars 2003, Eckos fait son retour et bat The Sandman pour remporter le SSCW Heavyweight Championship. Le Sandman avait remporté le titre vacant le soir même.
Eckos également fait trois apparitions à la Total Nonstop Action Wrestling (TNA) dans leur émission de télévision TNA Xplosion, il perd face à Josh Daniels le 21 mai 2003, face à Norman Smiley le 6 août 2003, et avec Damian Adams face à la Team Canada (Eric Young et Johnny Devine) le 4 juillet 2004. Lui et Matt Striker défont Christian York et Joey Matthews à A New Era le 21 juin et Amish Roadkill à That's Incredible le 19 août. Plus tard cette année, lui et Billy Bax défont Johnny et Joey Maxx pour les titres ECWA Tag Team titles à Wilmington dans le Delaware le 6 septembre 2003. Ils ont gardé les titres pendant plus de deux ans avant de finalement les perdre contre les Heavyweights (Sean Royal & Eckos Dan) à Newark, Delaware.
Il perd le titre Heavyweight SSCW face à Damian Adams le 7 novembre 2003, il a également perdu contre Le Blue Meanie à Raven's Rules le 22 novembre. Le 27 décembre 2003, il a fait son unique apparition de l'année à la 3PW contre CJ O'Doyle à Su-Su-Superfly à l'ECW Arena.
Le 31 janvier 2004, Eckos affronte Ken Scampi à un spectacle de la Stars & Stripes Championship Wrestling. Il a fait son retour à la 3PW le mois suivant apparaissant au show du deuxième anniversaire à l'ECW Arena ou il perd à Derek Wylde. Le 2 avril, Eckos et Matt Striker battent Ken Scampi & Spyder (avec Tara Charisma) lors d'une manifestation pour la New York Wrestling Connection. La nuit suivante, au Super 8 Tournament 2004, lui et Bax ont conservé leurs ECWA Tag Team Championship en battant Striker & Ace Darling.À 3PW The Future is Now le 17 avril, il fait face à son partenaire Matt Striker, le match se finit en No-Contest. Il a également vaincu Nate Mattson à Not Enough Time le 15 mai 2004.
Il retrouve son partenaire quelques semaines plus tard, lui et Stiker perdent face à Słyk Wagner Brown & Hunter à Splintered le 19 juin 2004, et face à Rockin' Rebel & Jack Victory le mois suivant à No Limits. Lui & Stryker font aussi face à Ken Scampi & Spyder deux fois au cours de juillet, dont un match à trois avec Wayne & Tyler Payne le 24 juillet avant de quitter la NYWC. Le 21 août, lui et Stryker participent à une Bataille Royale par équipe pour couronner les premiers champions par équipe 3PW finalement remportée par Słyk Wagner Brown & Avril Hunter. Une semaine plus tard à Wayne dans le New Jersey, Eckos est compté par son partenaire dans un match présenté comme la "Battle of the Youngbloods" à CyberSpace de la CyberSpace Wrestling Federation le 28 août 2004.
Il rentre en rivalité avec CJ O'Doyle, il a troqué une victoire avec lui à Till We Meet Again le 16 octobre 2004, et à For The Gold le 20 novembre. En décembre, lui et Billy Bax ont également perdu à The Solution (Havok & gerardmenvuca). Organisé par Devon Thunder, le "Headlock On Hunger Show" a été un show bénévole qui se tenait à Saint-Mary's Parish à Rutherford dans le New Jersey avec en vedette The Patriot, Simon Diamond, Rick Fuller, Darling Ace, Scotty Charisma, Danny Doring et Amish Roadkill.

### New York Wrestling Connection et la East Coast Wrestling Association (2005-2007)
Le 19 février 2005, il a fait sa dernière apparition pour la 3PW à son show du troisième anniversaire où il a perdu face à CJ O'Doyle. Il a passé l'année suivante dans la ECWA, où il a été présenté dans une vidéo-promo. Il a affronté Shawn Patrick, concouru dans une bataille royale de 10 hommes et un 3-Way Dance entre lui-même, Billy Bax et Scotty Charisma pour le ECWA Heavyweight Championship.
Plus tard cette année, il est apparu le 10 septembre 2005 au premier show de la Pro Piledriver où il perd face à Josh Daniels. Le 23 septembre, il a remporté une bataille royale de 20 hommes pour gagner un match contre NYWC Interstate Champion Amazing Red, mais a été incapable de le vaincre. Il est resté à NYWC pour le reste de l'année et a vaincu Spyder, Plazma et Disturbed Damian Dragon dans un 4-way Match le 8 octobre et, avec l'aide de Billy Bax, il a effectué le tombé sur Mikey Whipwreck le 17 décembre 2005. Pendant ce temps, lui et Billy Bax ont également participé à un show de la Chaotic Wrestling où ils ont fait équipe avec Brian Milonas pour battre John Walters, Luis Ortiz & Psycho dans un 6-man tag team match.
Le 2 janvier 2006, Eckos fait sa première apparition à la World Wrestling Entertainment, quand il a été attaqué dans un segment par Edge. Il bat Mikey Whipwreck & Matt Hyson le 25 février. Lui et Bax continuerait à faire des apparitions pour la New York Wrestling Connection ainsi que des apparitions à la East Coast Wrestling Association. Il a aussi lutté avec Bax et perdu contre The Heart Throbs à une collecte de fonds au profit des enfants de Toms River dans le New Jersey le 3 juin 2006.
En novembre, The Valedictorians défont Jason Blade & Kid Mikaze et Team suprême (Océans Nicky & Fear Corvis). Ils ont également remporté un 4-Way Match contre Aden Chambers & Andrew Ryker, Kid Mikaze & Jason Blade et Shane Hagadorn & Pelle Primeau le 5 décembre 2006.
Il participe à l'édition 2007 du Super 8 Tournament, dans lequel il défait Billy Bax dans la manche d'ouverture avant de perdre contre Sonjay Dutt dans la demi-finale à Newark le 10 novembre. Il a ensuite perdu contre Billy Bax dans un match revanche le premier décembre 2007.

### World Wrestling Entertainment (2008)
Le 29 janvier 2008, Eckos est apparu à la ECW sur Sci Fi, ou il perd face à Kofi Kingston.

### Total Nonstop Action Wrestling (2010-2017)
Le 27 juillet 2010, Strauss a lutté dans un match d'essai pour la Total Nonstop Action Wrestling, il perd face à Bobby Fish. Le 5 août, il a été signalé que la TNA avait signé un contrat avec Strauss. Le 10 août, Strauss lutte un dark match sous le nom de ring Robbie E avec une gimmick inspiré par l'émission de télé-réalité Jersey Shore, en battant Jeremy Buck, tout en étant géré par Cookie. Avant leurs débuts télévisés, Robbie E et Cookie ont fait une apparition le 24 septembre en direct d'un House Show de la TNA à Philadelphie, en Pennsylvanie, il interrompt Jeremy Borash et insulte la foule. Plus tard dans la soirée, il sera battu par Rhino dans un Dark Match. Lors de l'événement du lendemain à Rahway dans le New Jersey, Robbie et Cookie interrompent Mick Foley. Robbie sera de nouveau battu par Rhino, avec Mick Foley en arbitre spécial dans un Dark Match. 

#### The Shore (2010-2011)
Robbie et Cookie ont fait leurs débuts télévisés dans l'édition du 7 octobre en direct de TNA Impact! ou ils insultent la foule en Floride. Le dimanche suivant à Bound For Glory, Robbie attaque le X Division Champion Jay Lethal après son match pour le titre contre Douglas Williams, prétendant qu'il était une honte pour le New Jersey. Robbie et Cookie ont attiré l'attention grâce à l'édition suivante de Impact!, où Cookie avait un Cat Fight avec le Jersey Shore représenté par Jenni "JWoww" Farley. Robbie a fait ses débuts dans le ring de la semaine suivante en battant Amazing Red, et lance un défi au X Division Champion Jay Lethal. La semaine suivante, Robbie bat Jay Lethal dans un Street Fight sans titres en jeu après une intervention de Cookie. Il gagne ainsi le droit d'affronter Jay Lethal à TNA Turning Point pour le Championnat de la Division X. Le novembre 7 à TNA Turning Point, Robbie bat Jay Lethal avec l'aide de Cookie pour remporter le TNA X Division Championship pour la première fois de sa carrière. Lors de l'Impact du 11 novembre, il gagne avec Cookie contre Jay Lethal et Taylor Wilde. Lors de l'Impact du 18 novembre, il gagne avec Cookie et Generation Me contre Jay Lethal, Velvet Sky et The Motor City Machine Guns. Lors de Final Resolution 2010, il bat Jay Lethal pour conserver son titre de X Division Champion. Le 7 décembre 2010, lors des enregistrements d'Impact le 16 décembre 2010, il affronte et perd son titre face à Jay Lethal. Lors de l'Impact du 23 décembre, il perd contre Kazarian et ne deviens pas challenger no 1 au titre TNA X-Division Championship, dans un match qui comprenait aussi Max Buck et Jeremy Buck. 
Lors de Against All Odds 2011, il perd contre Kazarian et ne remporte pas le TNA X Division Championship. Lors de l'édition d'Impact du 17 février 2011, il perd contre Kazarian et ne remporte toujours pas le TNA X Division Championship. 
Durant l'édition d'iMPACT! du 3 mars à Fayetteville en Caroline du Nord lui et sa valet Cookie invite Angelina de l'émission Jersey Shore. Ils lancent alors un défi au Beautiful People pour se venger de JWoww. le 10 mars les Beautiful People (Winter, Angelina Love et Velvet Sky) battent Anglina, Sarita et Cookie. Durant ce combat Robbie E attaqua Velvet Sky. Lors de Victory Road, il perd contre Kazarian dans un Ultimate X Match qui comprenée aussi Jeremy Buck et Max Buck et ne remporte pas le TNA X Division Championship. Lors de Lockdown (2011), il perd contre Max Buck dans un X Division Xscape Match qui comprenée aussi Jeremy Buck, Chris Sabin, Brian Kendrick, Suicide, Jay Lethal et Amazing Red et ne devient pas challenger no 1 au TNA X Division Championship. Lors de Sacrifice (2011), il perd contre Brian Kendrick. Lors de Destination X, il perd contre Alex Shelley dans Ultimate X Match qui comprenait aussi Shannon Moore et The Amazing Red. 

#### Équipe avec Rob Terry et Rivalité (2011-2013)
Lors de Turning Point, il bat Eric Young et remporte le TNA Television Championship. Lors de l'Impact du 17 novembre, il bat Devon et conserve son titre. Lors de l'Impact du 1er décembre, il bat Rob Van Dam et conserve son titre. Lors de Final Resolution 2011, il bat Eric Young et conserve son titre. Lors de Victory Road 2012 ils perd son titre contre Brother Devon alors que celui-ci demanda un challenge a n'importe qui. Lors de Lockdown, il perd contre Devon dans un Steel Cage Match et ne remporte pas le TNA Television Championship. Lors de l'IMPACT Wrestling du 2 mai, Jessie Godderz, Joey Ryan et lui perdent contre Rob Terry dans un Handicap Match. Lors de One Night Only: Joker's Wild 2013,Zema Ion et lui perdent contre Bobby Roode et Joseph Park lors du premier du Joker Wild Tournament. Lors de l'Impact Wrestling du 10 mai, il perd contre Devon et ne remporte pas le TNA Television Championship. Lors de Sacrifice, il perd contre Devon et ne remporte pas le TNA Television Championship dans un match qui comprenait aussi Robbie T. Lors de l'Impact Wrestling du 7 juin, il perd contre Devon et ne remporte pas le TNA Television Championship. Lors de Slammiversary, Robbie T et lui perdent contre Devon et Garrett Bischoff. Lors du Xplosion du 20 juin, il perd contre Devon et ne remporte pas le TNA Television Championship. Lors de l'Impact Wrestling du 18 octobre, il perd contre Samoa Joe et ne remporte pas le TNA Television Championship. Lors de l'Impact Wrestling, il perd contre Eric Young dans un Turkey Suit Match qui comprenait également Jessie Godderz.

#### The BroMans et World Tag Team Champion (2013-2015)
Lors d'Impact Wrestling du 2 mai 2013, Robbie E perd avec Jessie Godderz et Joey Ryan contre Rob Terry dans un Handicap Match. Le 6 juin 2013, il perd contre Samoa Joe et il ne se qualifie pas pour les Bound for Glory. Le 4 juillet 2013, il perd avec Jessie Godderz contre les champions par équipe Gunstorm (équipe composée de James Storm et Gunner). Le 8 août 2013, il perd avec Jessie Godderz et Mickie James contre James Storm, Gunner et ODB. Le 19 septembre 2013, il perd contre Eric Young et après contre Joseph Park.Lors de Impact Wrestling du 26 septembre, il perd avec Jessie Godderz et Gail Kim contre Eric Young, Joseph Park et ODB. Le du 17 octobre 2013, il gagne contre Christopher Daniels, Eric Young et Hernandez dans un Fatal 4 Way Match. Lors de Bound for Glory, The BroMans remportent un Gauntlet Match face à Chavo Guerrero et Hernandez, Eric Young et Joseph Park et Bad Unfluence (Christopher Daniels et Kazarian). The BroMans deviennent les challengers au TNA World Tag Team Championship. Plus tard dans la soirée, ils battent l'équipe Gunstorm et remportent donc les titres par équipe.
The BroMans effectuent leur première défense de titres le 31 octobre 2013, face aux anciens champions Gunstorm. Ils conservent les titres jusqu'au 23 février 2014, où ils perdent face à The Wolves (équipe composée d'Eddie Edwards et Davey Richards). Mais le 2 mars 2014, The BroMans remportent les TNA World Tag Team Championship pour la deuxième fois, en battant The Wolves et Team 246 (équipe composée de Kaz Hayashi et Shuji Kondo) lors d'un show à Tokyo.
Le 26 avril 2014, lors du PPV Sacrifice, The BroMans font équipe avec Zema Ion et ils perdent leurs titres dans un 3 vs 2 Handicap Match face à The Wolves.
Le 24 juillet 2014, Robbie E perd un match face à The Great Muta. Le 1er novembre 2014, DJ Z rejoint officiellement The BroMans et devient le DJ de l'équipe. Durant un show à Tokyo, ils perdent dans un match 3 vs 3, face à Team 246 et Minoru Tanaka. Le 23 janvier 2015, Robbie E participe au TNA Feast or Fired où participent également ses partenaires Jessie Godderz et DJ Z, Samuel Shaw, Rockstar Spud, Davey Richards, Eddie Edwards, Magnus, Austin Aries, Gunner, Cazzy Steve et Bram.
Le 17 avril 2015, il y a de la tension au sein de l'équipe. Robbie E et Jessie Godderz perdent un match de qualification pour les TNA World Tag Team Championship. À la suite de ce match, l'équipe se dissout.

#### Retour en solo etFace Turn(2015-2016)
Lors de Impact Wrestling du 15 mai, il gagne contre Jessie Godderz après le match il se fait attaquer par ce dernier.

#### Réunion des BroMans (2016-2017)
Il reforme The BroMans avec Jessie Godderz le 22 mars à Impact Wrestling en perdent contre Beer Money Inc. et ils ne remporte pas les TNA World Tag Team Championship

### Pro Wrestling Noah (2017)
Le 25 mars 2017, Robbie E est annoncé pour le tournoi annuel Global Tag League en équipe avec Bram.

### World Wrestling Entertainment (2019-...)
Le 11 mars 2019, il signe un contrat avec la WWE et rejoint le WWE Performance Center. Le 17 juillet 2019, il change de nom pour celui de Robert Stone.

#### NXT et Robert Stone Brand (2020-...)
Il fait ses débuts à NXT le 8 janvier 2020 en introduisant Chelsea Green comme la première cliente du Robert Stone Brand.

## Championnat et accomplissements
- Chaotic Wrestling
  - 1 fois Chaotic Wrestling Tag Team Champion avec Billy Bax[3]

- CyberSpace Wrestling Federation
  - 1 fois CSWF Cruiserweight Champion[3]

- Dramatic Dream Team
  - 1 fois Ironman Heavymetalweight Championship[14]

- East Coast Wrestling Association
  - 1 fois ECWA Mid Atlantic Champion
  - 2 fois ECWA Tag Team Champion avec Billy Bax[15]
  - ECWA Hall of Fame (Classe de 2006)[16]

- Great Lakes Championship Wrestling
  - 1 fois GLCW Heavyweight Champion

- Hardway Wrestling
  - 1 fois HW Lightweight Champion[17]

- Independent Superstars of Professional Wrestling
  - 1 fois ISPW Tri State Champion[18]

- Jersey Championship Wrestling
  - 1 fois JCW Cruiserweight Champion)[19]

- National Championship Wrestling
  - 1 fois NCW Tag Team Champions avec Nick Berk

- New York Wrestling Connection
  - 1 fois NYWC Tag Team Champion avec Matt Striker
  - 1 fois NYWC Interstate Champion

- Pro Wrestling Pride
  - 1 fois PWP Tag Team Champion avec Danny Walsh

- Stars and Stripes Championship Wrestling
  - 1 fois SSCW Heavyweight Champion
  - 1 fois SSCW Lightweight Champion

- Total Nonstop Action Wrestling
  - 1 fois TNA X Division Champion
  - 1 fois TNA Television Champion
  - 2 fois TNA World Tag Team Champion avec Jessie Godderz
  - TNA Turkey Bowl (2013) avec Jessie Godderz
  - TNA X Division Championship #1 Contender Tournament (2011)

- United Wrestling Coalition
  - 1 fois UWC United States Champion

## Récompenses des magazines
- Pro Wrestling Illustrated

| Année | 2002 | 2003 | 2004 | 2005 | 2006       | 2007 | 2008 | 2009 | 2010 | 2011 | 2012 | 2013 | 2014 | 2015 | 2016 | 2017 |
| ----- | ---- | ---- | ---- | ---- | ---------- | ---- | ---- | ---- | ---- | ---- | ---- | ---- | ---- | ---- | ---- | ---- |
| Rang  | 457  | 355  | 336  | 313  | Non classé | 388  | 204  | 176  | 304  | 67   | 66   | 201  | 85   | 149  | 139  | 275  |